# Saint-Gonlay
Saint-Gonlay (bretonisch: Sant-Gonlei) ist eine französische Gemeinde mit 381 Einwohnern (Stand: 1. Januar 2022) im Département Ille-et-Vilaine in der Region Bretagne; sie gehört zum Arrondissement Rennes und zum Kanton Montfort-sur-Meu. Die Einwohner werden Gonlaisiens genannt.

## Geographie
Saint-Gonlay liegt etwa 29 Kilometer westlich von Rennes. Durch die Gemeinde fließen der Meu, der die nördliche Gemeindegrenze bildet, und sein Zufluss Comper. Umgeben wird Saint-Gonlay von den Nachbargemeinden Saint-Maugan im Norden und Nordwesten, Iffendic im Osten, Saint-Malon-sur-Mel im Süden und Südwesten sowie Bléruais im Süden.

## Bevölkerungsentwicklung
| 1962                       | 1968 | 1975 | 1982 | 1990 | 1999 | 2006 | 2012 |
| -------------------------- | ---- | ---- | ---- | ---- | ---- | ---- | ---- |
| 376                        | 329  | 304  | 296  | 280  | 274  | 325  | 348  |
| Quellen: Cassini und INSEE |      |      |      |      |      |      |      |

## Sehenswürdigkeiten
- Kirche Saint-Guillaume aus dem 16./17. Jahrhundert (Monument historique)
- Alte Schule, heutiges Heimatmuseum
- Schloss La Châsse, 1595 während der Hugenottenkriege zerstört, im 17. Jahrhundert neu errichtet
- Herrenhaus von Le Vilou aus dem 18. Jahrhundert
- Herrenhaus von Changée
- Brücke Jean über den Meu und Brücke Hervil über den Comper

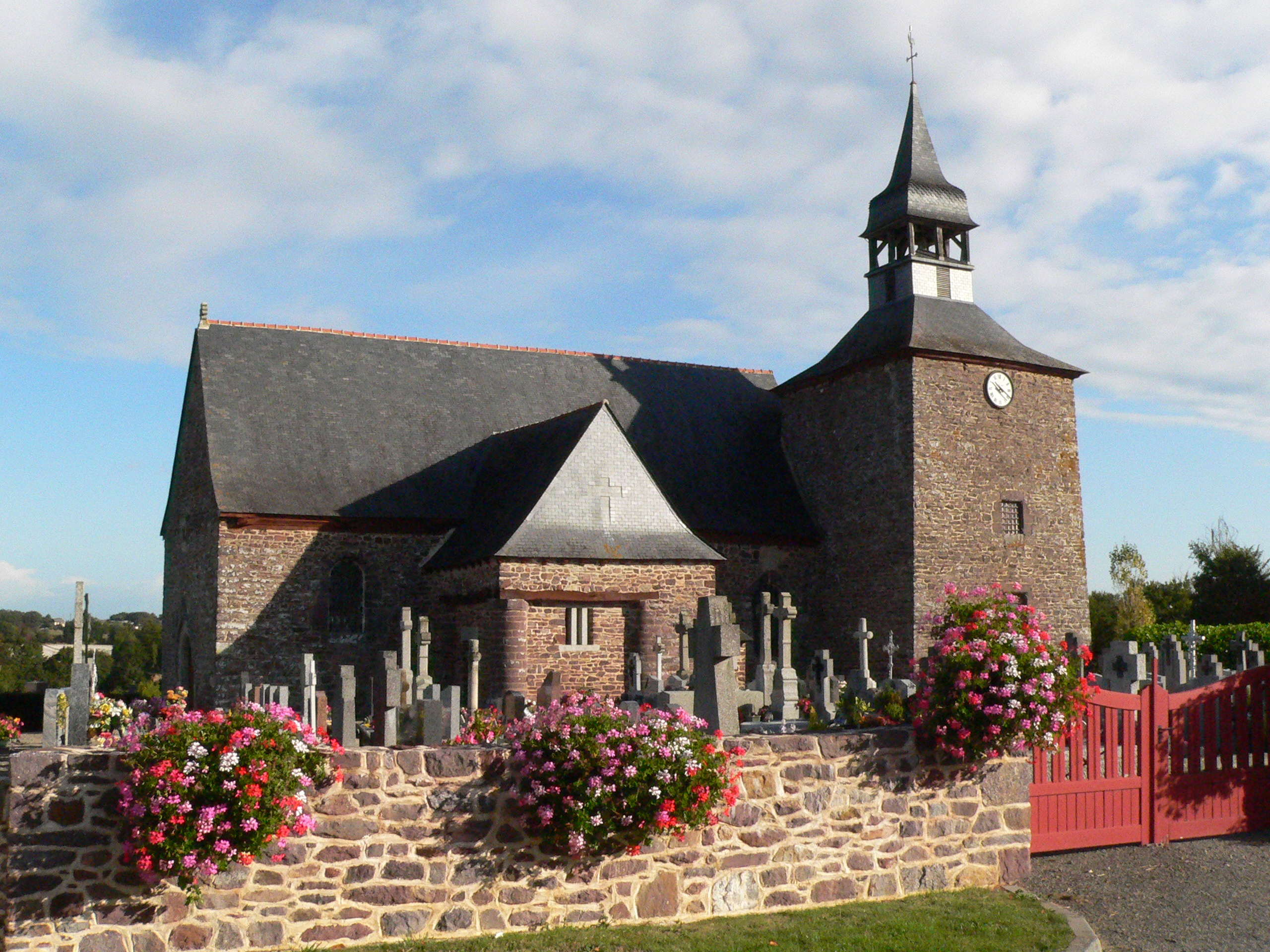
Kirche Saint-Guillaume
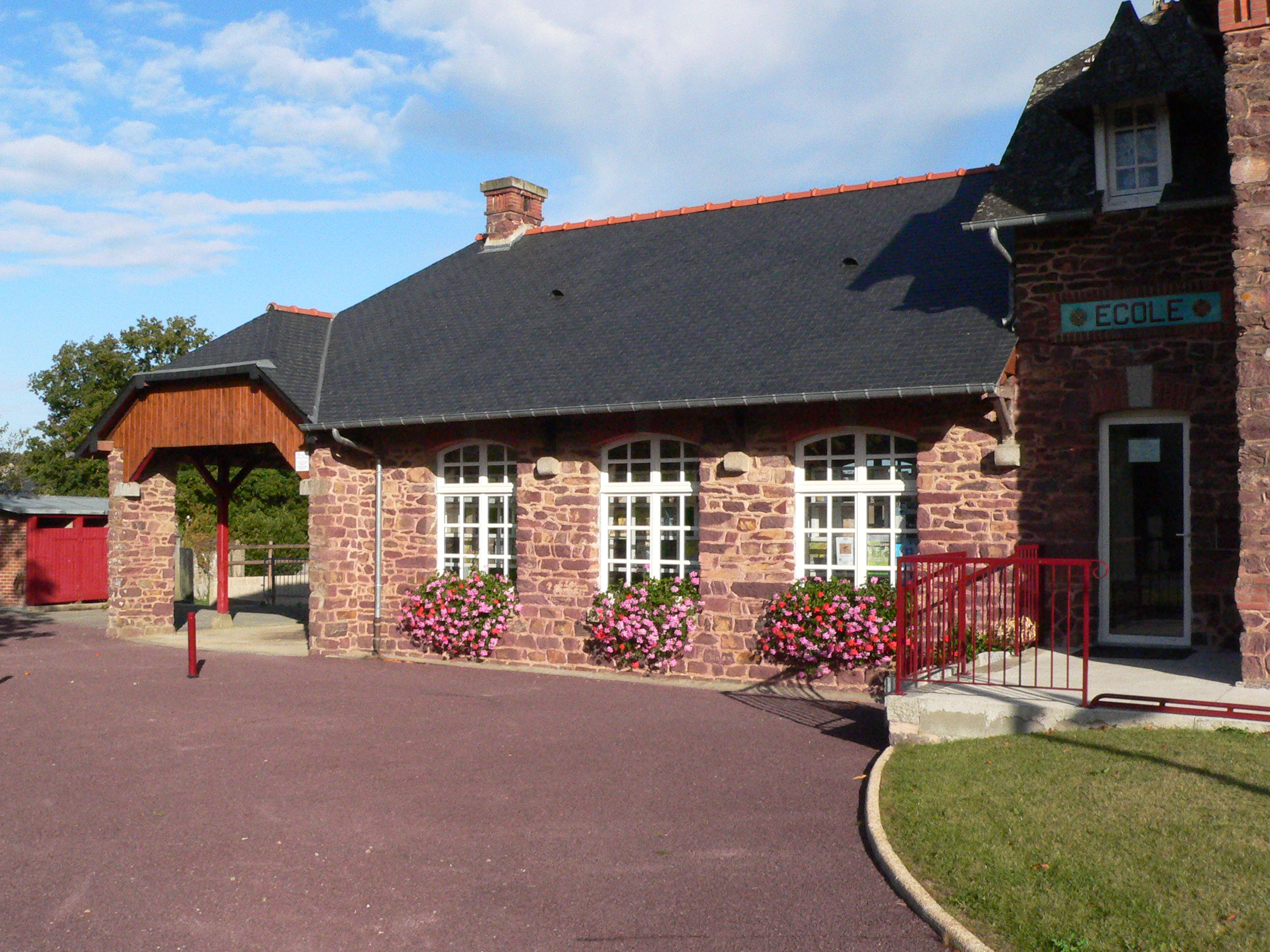
Altes Schulhaus